# بيل جايلز (عالم أرصاد)
بيل جايلز (بالإنجليزية: Bill Giles)‏ هو عالم أرصاد بريطاني، ولد في 18 نوفمبر 1939 في Dittisham ‏ في المملكة المتحدة.